# Eslováquia nos Jogos Paralímpicos de Verão de 2012
A Eslováquia foi participante dos Jogos Paralímpicos de Verão de 2012, que aconteceram em Londres, na Grã-Bretanha.

## Desempenho

### Bocha
| Atleta     | Evento         | Fase de Grupos/ Eliminatória | Fase de Grupos/ Eliminatória | 16 Avos               | Oitavas de final     | Quartas de final     | Semifinal            | 3°lugar Final        | 3°lugar Final |
| Atleta     | Evento         | Adversário Resultado         | Pos                          | Adversário Resultado  | Adversário Resultado | Adversário Resultado | Adversário Resultado | Adversário Resultado | Pos           |
| ---------- | -------------- | ---------------------------- | ---------------------------- | --------------------- | -------------------- | -------------------- | -------------------- | -------------------- | ------------- |
| Jakub Nagy | Individual BC1 | MEX E. Flores D 1-6          | -                            | BRA J. Oliveira D 2-4 | Não avançou          | Não avançou          | Não avançou          | Não avançou          | Não avançou   |
| Tomas Kral | Individual BC2 | GRE A. Papadakis V 5*-5      | -                            | CZE F. Serbus D 1-5   | Não avançou          | Não avançou          | Não avançou          | Não avançou          | Não avançou   |

### Levantamento de peso
Feminino
| Atletas         | Evento   | Resultado | Posição |
| --------------- | -------- | --------- | ------- |
| Emília Sládková | +82.5 kg | 90,0      | 8º      |

### Natação
Feminino
| Atletas              | Evento                   | Preliminares | Preliminares | Final       | Final       |
| Atletas              | Evento                   | Marca        | Posição      | Marca       | Posição     |
| -------------------- | ------------------------ | ------------ | ------------ | ----------- | ----------- |
| Karina Petrikovicova | 200 metros medley - SM12 | 3min02s83    | 12º          | Não avançou | Não avançou |